# Seilsäge

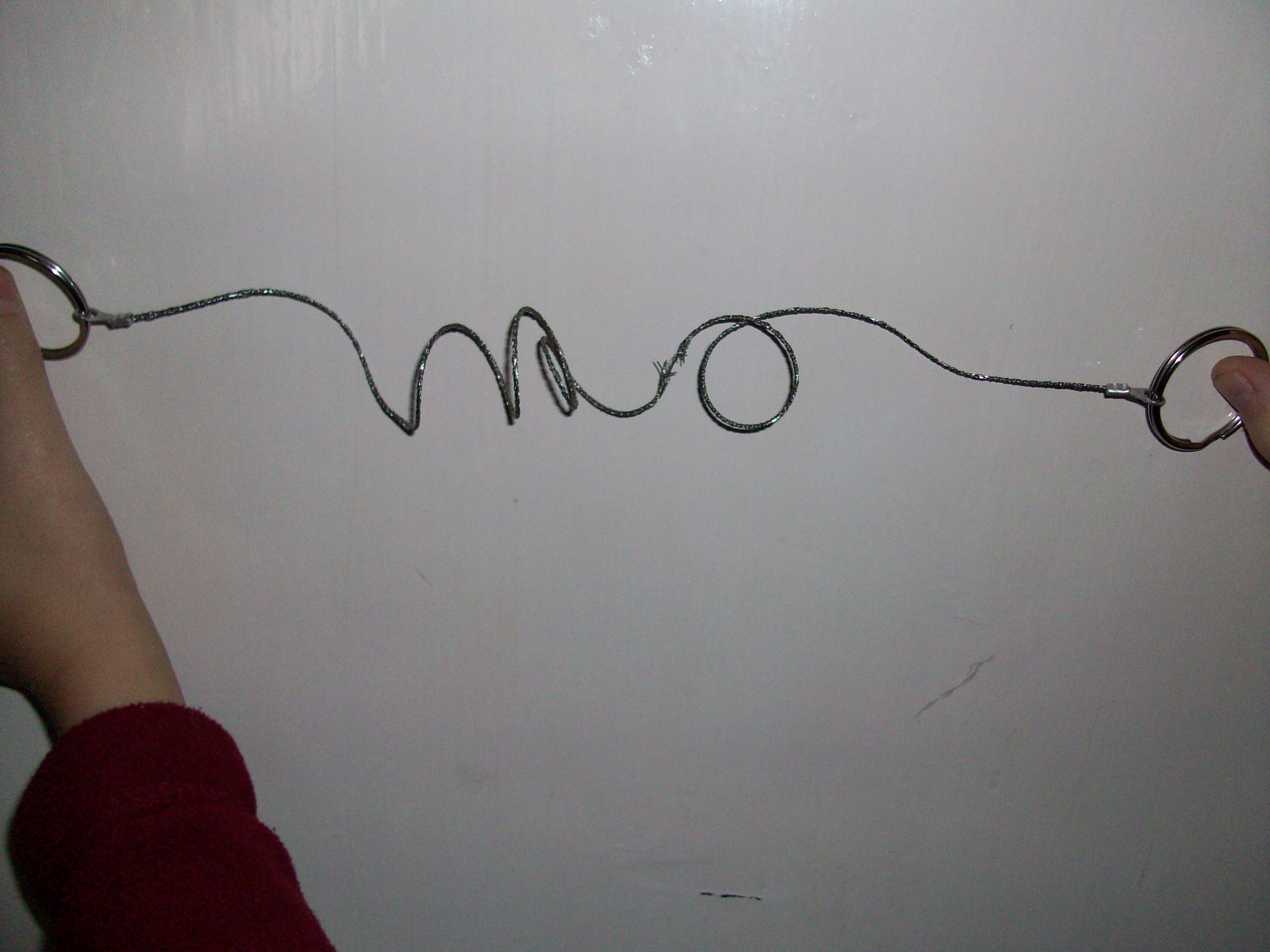
Handseilsäge

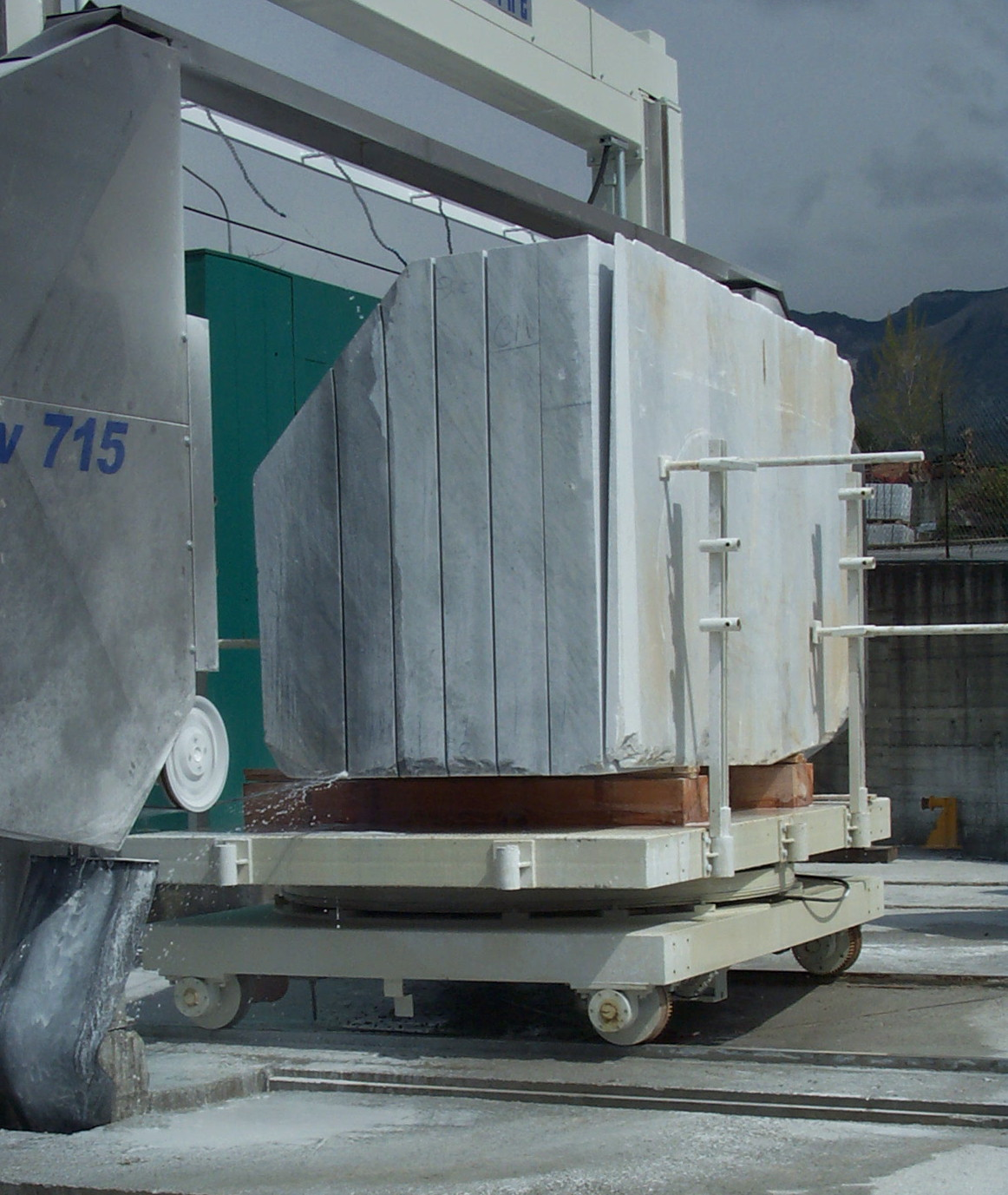
Seilsäge in einem steinverarbeitenden Betrieb beim Trennen eines Steinblocks in sogenannten Tranchen

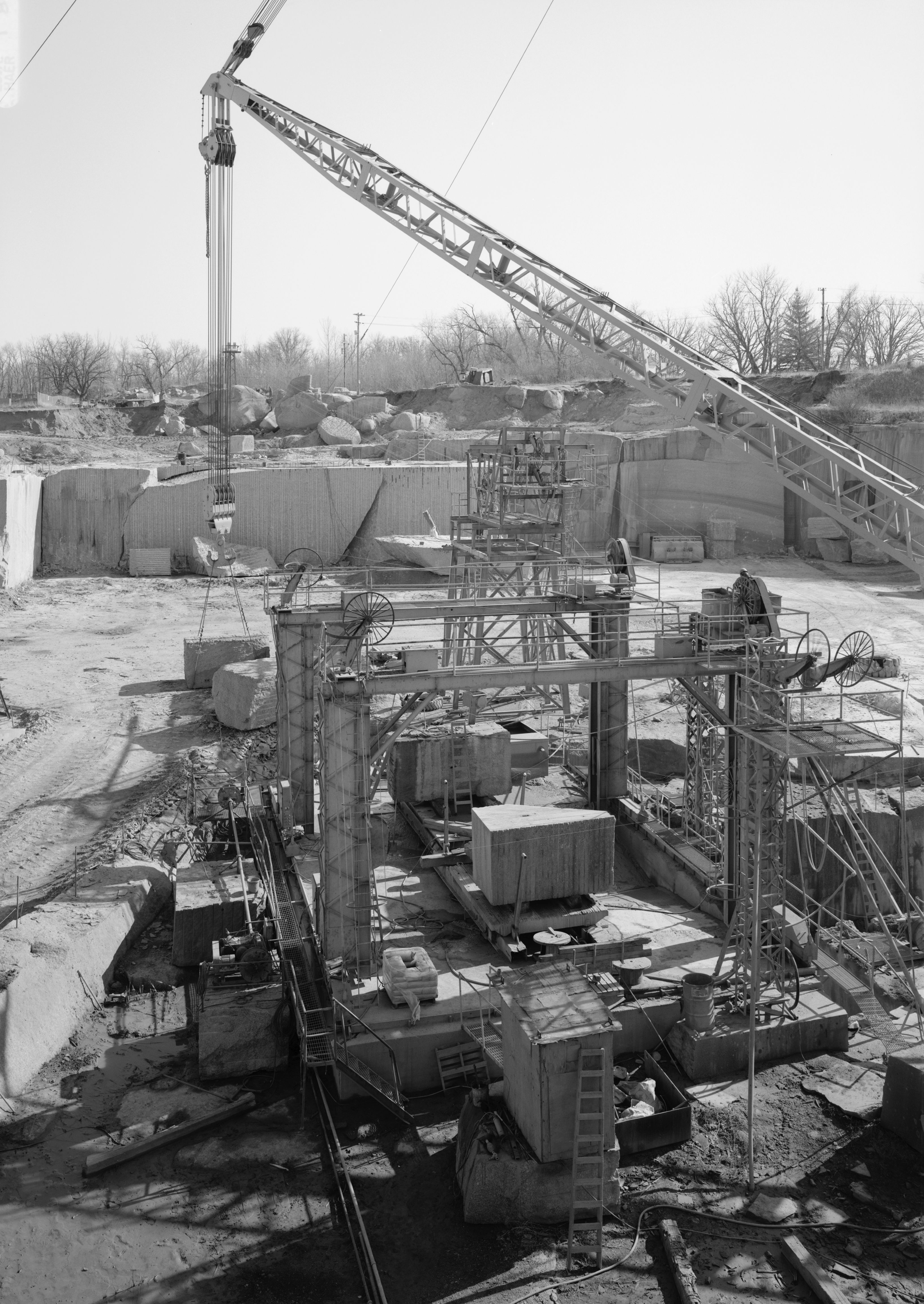
Große Seilsägen in einem Steinbruch

Seilsägen zerteilen Werkstücke, indem ein Sägeseil durch das Material gezogen wird. Die einfachste Variante davon ist eine Handseilsäge, die in die Hosentasche passt und mittels Ösen an den Enden zum Sägen von Feuerholz genutzt werden kann. 
Meist wird ein Antrieb genutzt, oft ein Elektromotor, dabei läuft das Sägeseil in geschlossenem Kreislauf um. Während des Umlaufs wird das Sägeseil durch bewegliche Seilrollen auf Spannung gehalten. Sägeseile bestehen aus Stahlseilen, die heute meist in kurzen Abständen mit ringförmigen Diamantsegmenten besetzt sind. Die Diamantseilsäge wurde erstmals 1984 eingesetzt.
Je nach Seillänge können fast beliebig große Objekte zerteilt werden. Das Antriebsaggregat ist dabei vergleichsweise klein und mobil, da im Gegensatz zu anderen Sägen kein Sägeblatt verwendet wird, welches eine genaue Führung erfordert. 
Sogenannte Drahtsägen arbeiten demgegenüber mit Drähten von weniger als einem Millimeter Durchmessern, um hochpräzise Schnitte auszuführen, etwa in Barren ("Ingots") aus Silizium und ähnlichem Material zur Herstellung von Wafern.

## Einsatzbereiche
Die Verwendung einer Seilsäge ist dort sinnvoll, wo das zu zerteilende Objekt schwer zugänglich ist und vor Ort zerschnitten werden soll, da ein Transport nicht oder nur schwer möglich ist.
Fast alle Steinbrüche zur Gewinnung von Werksteinen setzen Seilsägen ein, um Natursteinblöcke aus dem anstehenden Fels herauszutrennen und zu zerteilen.
Im Bauwesen können Öffnungen fast beliebiger Form in bestehende Bauwerke geschnitten werden, auch in stahlbewehrten Bauteilen. Bei der Bauwerkssanierung kann die Wand mittels einer Seilsäge abschnittsweise horizontal aufgeschnitten werden, um nachträglich wasserundurchlässige Trennschichten zur Absperrung gegen aufsteigendes Kapillarwasser zum Zweck der Mauerwerksabdichtung einzubringen.
Seilsägen werden auch bei der Bergung von Schiffswracks eingesetzt, also zum Sägen von Stahl. Das Sägeseil mit Widia-besetzten zylindrischen Hülsen, das zum Zerteilen des Atom-U-Kreuzers Kursk entwickelt wurde, wurde danach 2003 zum Zersägen des Autotransporters Tricolor eingesetzt.

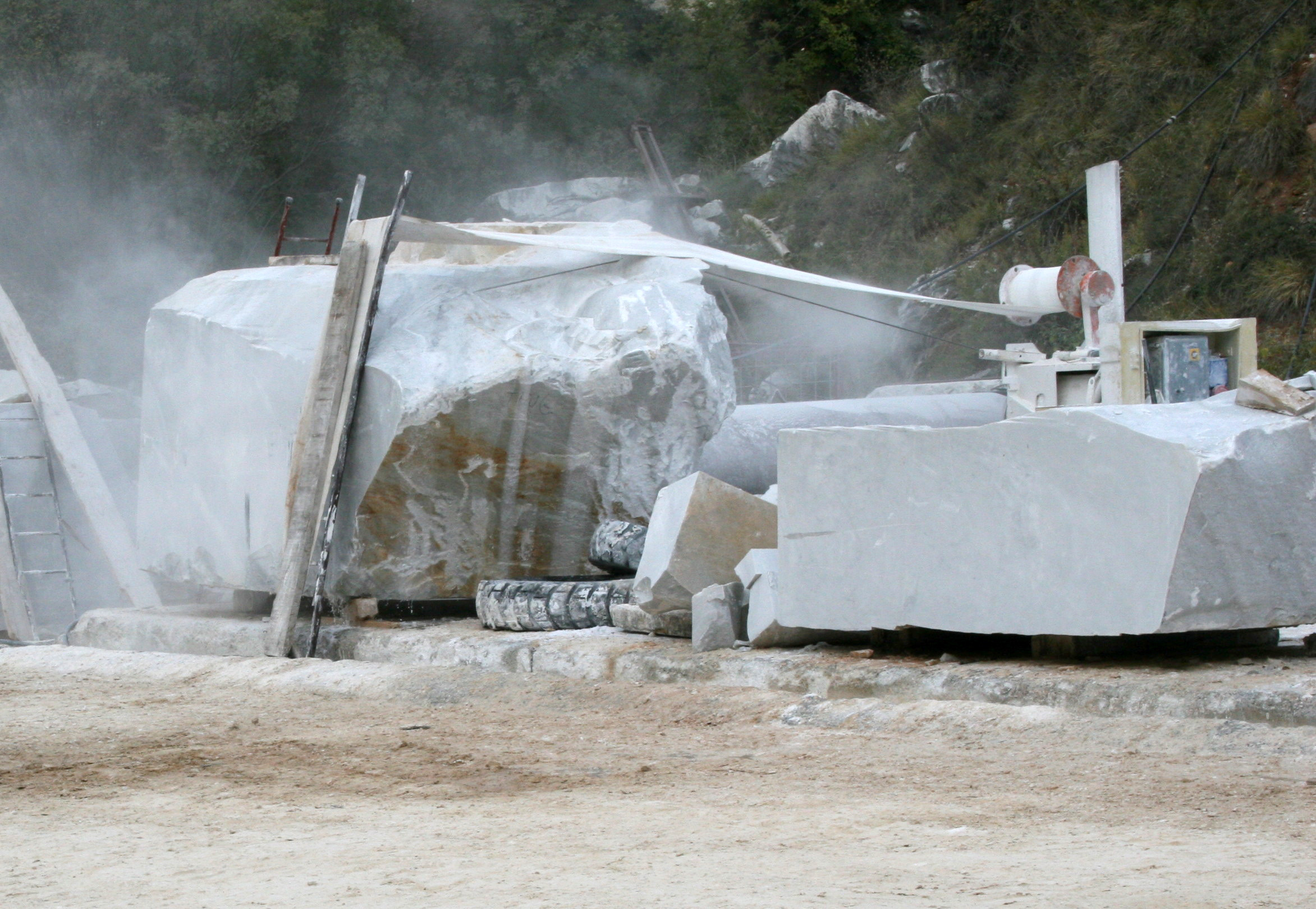
Seilsäge beim Ablängen eines Steinblocks im Steinbruch

## Sägetechnik

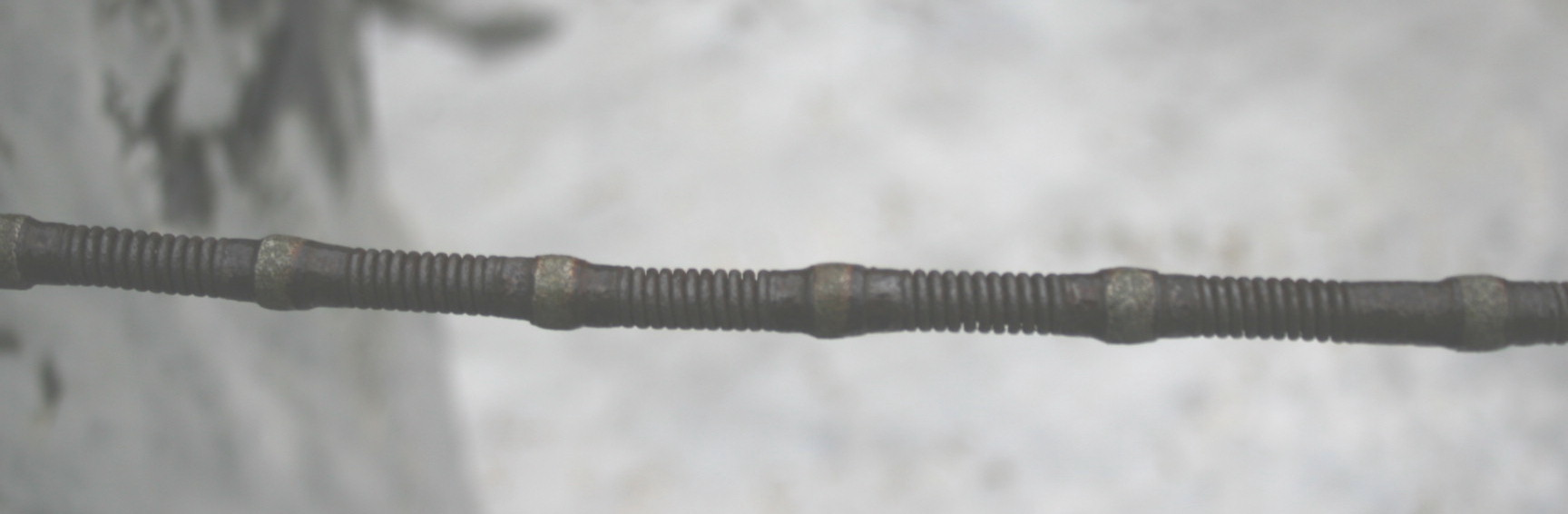
Sägeseil mit Diamantperlen und Abstandshaltern aus Stahlfedern

Ab etwa 1895 wurden in italienischen Marmorsteinbrüchen Langseilsägen mit Spiralseilen eingesetzt, die durch Dieselmotoren angetrieben wurden. Durch die langen Seile wurde die Kühlung beim Schnitt verbessert.
Erst viel später wurden die Stahlseile durch Stahlhülsen gepanzert, die über die innere Seele des Seils geschoben wurden.
Die Hülsen werden meist mit Hartstoffen besetzt. 
Zur Bearbeitung von mineralischen Baustoffen und Naturstein werden die Hülsen mit kleinen Diamantfragmenten besetzt. Ein typisches Diamantseil hat einen Außendurchmesser von etwa 8 mm und die Hülsen sind jeweils etwa 2,5 Zentimeter lang. Diamantseile werden beim Einsatz mit Wasser gekühlt. Zwischen den Schneidhülsen können sich Stahlfedern oder Kunststoffhülsen befinden.
Vom Antriebsaggregat läuft ein Endlos-Seil über Umlenkrollen zum Werkstück und wird über das Antriebsaggregat oder die Umlenkrollen auf Spannung gehalten. Die Geschwindigkeit eines Diamantsägeseils beträgt je nach Material 8 bis 16 m/s.

## Natursteingewinnung und -verarbeitung
Im Steinbruch wird zunächst eine horizontale und eine vertikale Bohrung ausgeführt, die sich genau treffen müssen. Durch diese Bohrungen wird das Seil durchgefädelt. Anschließend werden die Seilenden zu einem endlosen Ring miteinander verbunden.
Zum Schneiden der Rohblöcke werden neben Diamantseilsägen auch Helikoidalsägen eingesetzt, bei denen der eigentliche Schnitt durch abrasive Partikel ausgeführt wird, die von der Bewegung des Seils lediglich mitgeführt werden.
Steinverarbeitende Betriebe verwenden Seilsägen um Steinblöcke aufzutrennen, die für die Gattersäge zu groß sind. 
Geschnitten werden dabei vorwiegend sogenannte Tranchen (großformatige unbekantete Platten ab ca. 8 cm Dicke). 
Konturenseilsägen mit schwenkbarer Sägeeinheit dienen zum Ausschneiden von vielfältigen Formen (vergleichbar einer überdimensionalen Laubsäge).

### Betonsägetechnik

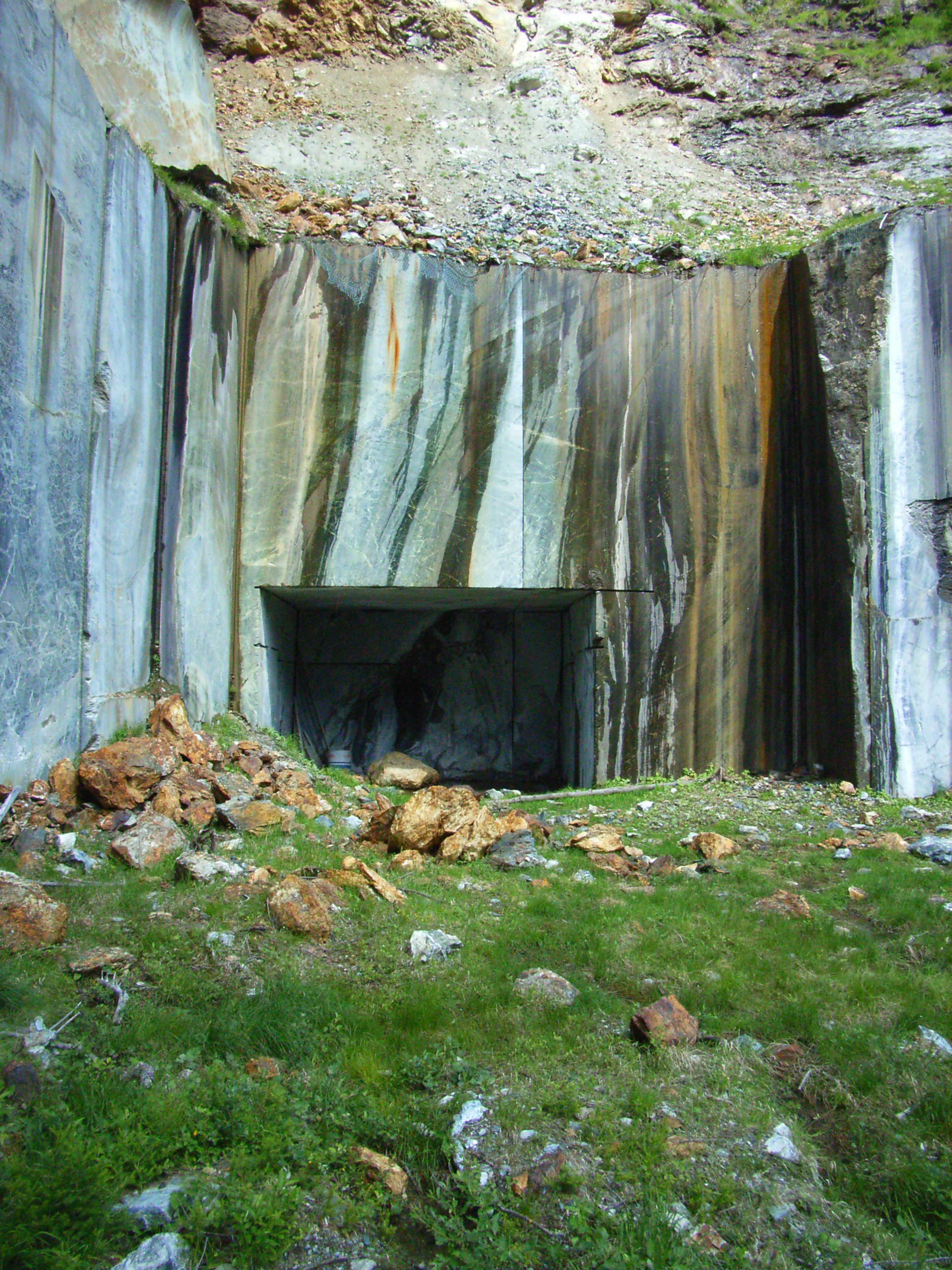
Ein aufgelassener Steinbruch mit senkrechten und waagerechten Flächen, die mit der Seilsäge geschnitten wurden.

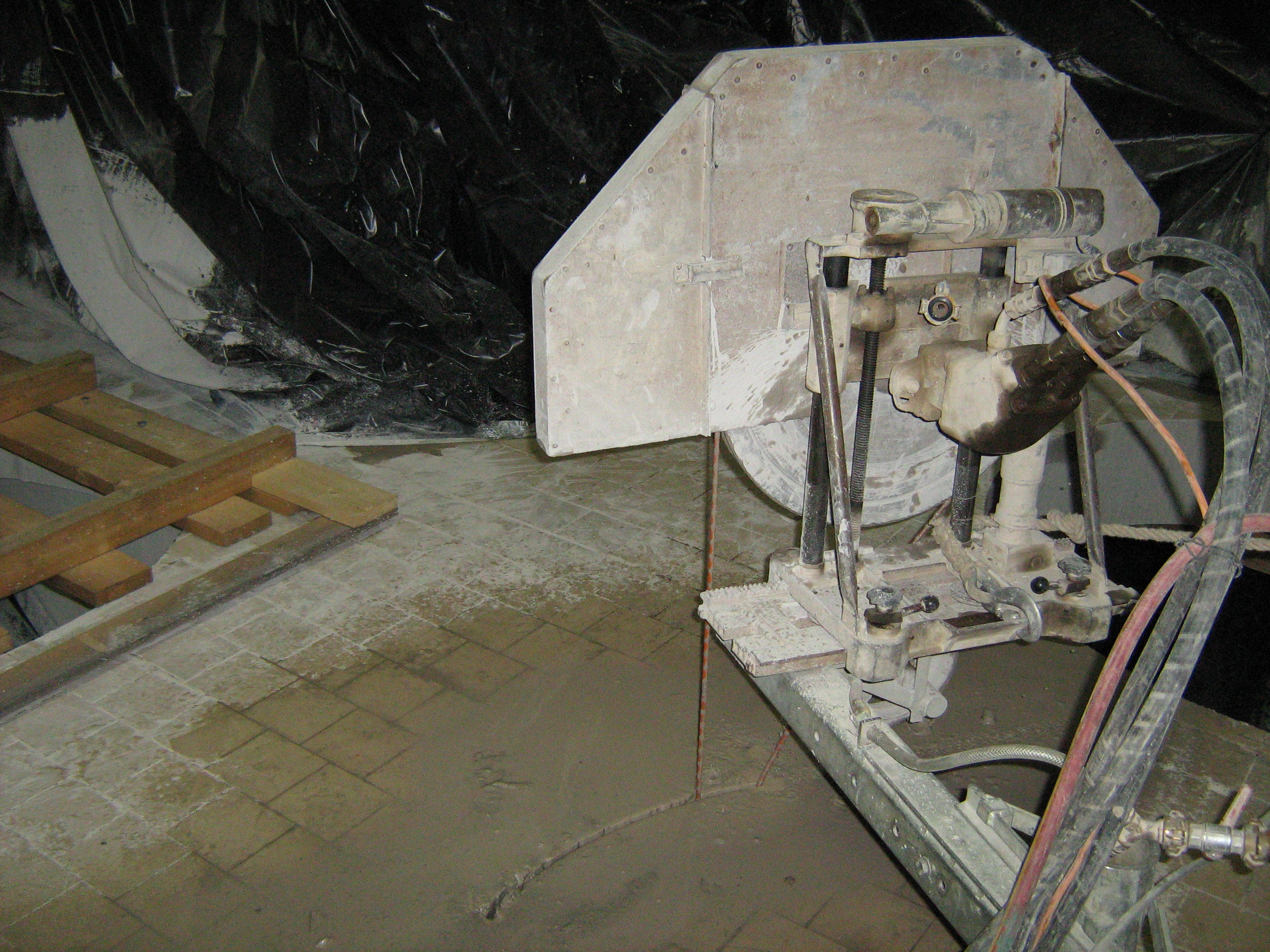
Zirkelseilsäge beim Schnitt in Beton

In der Bauwirtschaft wird die Sägetechnik verwendet, um größere oder besonders geformte Ausschnitte in Bauteilen oder Werkstücken vorzunehmen. Mit Zirkelseilsägen werden große runde Öffnungen hergestellt, bei denen andere Methoden nicht mehr praktikabel sind (Durchmesser ab etwa 1 Meter) oder wenn die Orte sehr unzugänglich sind. Die diamantbesetzte Seilsäge wird hierfür oft elektrohydraulisch angetrieben und mit Wasser gekühlt.

### Baumpflege
Hochgelegene Äste, die nicht oder nur mit großem Aufwand erreichbar sind, können vom Boden aus mit einer an Seilen gezogenen beidseitigen Sägekette manuell an- oder durchgesägt werden, nachdem ein Seilende mit Gewicht beschwert erfolgreich über den jeweiligen Ast geworfen wurde. Normale Motorsägenketten sind dafür nicht geeignet, da sie geschlossen sind und nur an der Außenseite Sägezähne aufweisen. Auch in gefährlichen Situationen, etwa bei umgestürzten Bäumen die unter mechanischer Spannung stehen oder auf Stromleitungen liegen, kann mit einem Sägeseil aus großer Entfernung sicher gearbeitet werden.

## Andere Steinsägetechniken
- Steinkreissäge
- Schräme
- Gattersäge
- Wasserstrahlschneidemaschine